# Pezenhoffer Antal
Pezenhoffer Antal (Zalaszentgrót, 1893. május 21. – Esztergom, 1973. augusztus 24.) római katolikus pap, tanár, demográfus, író, könyvtáros, a Magyar Statisztikai Társaság és a Szent István Akadémia tagja.

## Életútja
Középiskolai tanulmányait a keszthelyi premontrei főgimnáziumban végezte, később teológiát tanult az esztergomi hittudományi főiskolán és a bécsi egyetemen.
1916-ban szentelték pappá Esztergomban. 1916-tól 1919-ig káplánként szolgált Érsekújvárott, illetve Párkányban. 1919 és 1921 között Budapesten hitoktató, majd 1921-től 1949-ig hittantanár volt a Vas utcai felsőkereskedelmi fiúiskolában. 1949-től 1961-ig, nyugdíjba vonulásáig Esztergomban dolgozott főegyházmegyei főkönyvtárosként.
A Magyar Statisztikai Társaság 1922-ben, a Szent István Akadémia 1927-ben választotta rendes tagjává.

## Munkássága
Demográfiai tárgyú írásaiban a népszaporulat kérdését az egykézés problémáján keresztül közelítette meg. Nézetei szerint a népesség növekedésére vagy csökkenésére ható legfontosabb tényező a felekezet. A demográfiai viszonyok befolyása a nép szaporodására című, 1922-ben megjelent értekezésében az egykézés elterjedéséért a protestantizmust tette felelőssé. Művét a szakemberek mind az adatkezelés, mind az elemzésben alkalmazott mutatórendszer miatt bírálták. A Magyar katolikus almanach és 1918-tól a Magyar Kultúra című folyóirat munkatársa volt. Az 1950–1960-as években írt, a rendszerváltás után tizenhárom kötetben megjelent, apologetikus jellegű összefoglalásában a Mohács utáni magyar történelem Habsburg-párti feldolgozását adta. 
Élesen protestánsellenes, katolikus hitvédelmi írásai szintén posztumusz láttak napvilágot három kötetben.

„A protestantizmus[nak] az a nagy áldása, hogy felszabadította a lelkiismeretet, tulajdonképpen azt jelenti, hogy az erkölcsi törvények uralma alól szabadította fel az embert. Ez azonban, nem áldás, hanem átok, mert gonosztett.”

## Főbb művei
- A demográfiai viszonyok befolyása a nép szaporodására. Államférfiaink figyelmébe ajánlva. Budapest, 1922, Szerző.
- Nemzeti eszme és protestantizmus. Budapest, 1927, Pallas.
- Felekezeti nagyotmondások. Budapest, 1931, Magyar Kultúra.
- VI. Sándor meg Luther. Párhuzam a legrosszabb pápa és a hitújító között. Budapest, 1937, Szerző.
- Magyarország sorsdöntő kérdése: a házasság. Budapest, 1942, Sárkány.
- A magyar nemzet történelme (a mohácsi vésztől napjainkig). A Katolikus Egyház és a Habsburg-ház történelmi szerepe. Történelmi apologetika. I–XIII. köt. Pilisszentlélek, 1993–2006, Béke és Igazság Pilisszentléleki Modell Alapítvány Út, Igazság, Élet Kiadója.
- A katolikus hit igazsága. Hitvédelem. I–III. köt. Pilisszentlélek, 2009, Béke és Igazság Pilisszentléleki Modell Alapítvány Út, Igazság, Élet Kiadója.